# Le due madonne
Le due madonne è un film del 1949 diretto da Enzo Di Gianni e Giorgio Simonelli.

## Produzione
Il film rientra nel filone dei melodrammi sentimentali, comunemente detto strappalacrime, molto in voga tra il pubblico italiano durante gli anni del secondo dopoguerra (1945-1955), in seguito ribattezzato dalla critica con il termine neorealismo d'appendice.